# Jehlice (rostlina)

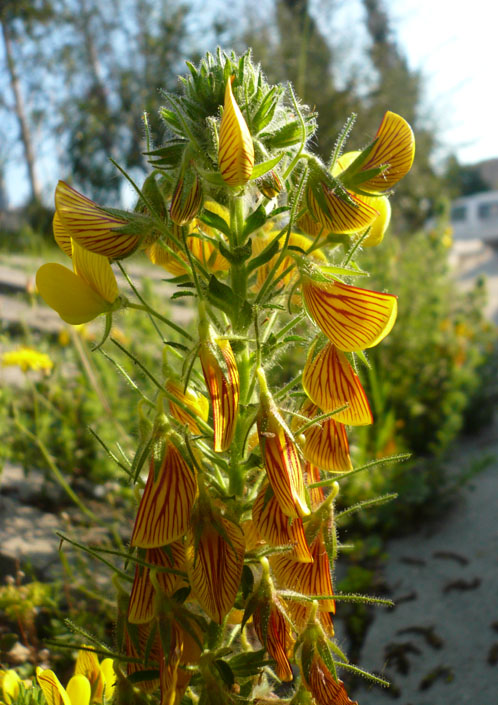
Jehlice hadovitá (Ononis natrix)

Jehlice (Ononis) je rod rostlin z čeledi bobovité. Jehlice jsou byliny a keře s trojčetnými listy a motýlovitými květy různých barev v chudých květenstvích. Vyskytují se v počtu asi 70 druhů v Evropě, Asii a severní Africe. V České republice rostou 3 druhy, z nichž nejběžnější je jehlice trnitá.

## Popis
Jehlice jsou jednoleté nebo častěji vytrvalé byliny a keře. Odění se skládá z jednoduchých a žláznatých chlupů. Některé druhy mají trny nebo přesněji kolce, vzniklé z krátkých postranních větévek. Listy jsou nejčastěji trojčetné nebo vlivem redukce postranních lístků jednolisté, řidčeji lichozpeřené s 5 lístky. Lístky jsou zubaté, koncový má delší řapíček než postranní lístky. Palisty jsou bylinné, obvykle srostlé s řapíkem. Květy jsou v krátkých úžlabních hroznech nebo latách, u některých druhů nahuštěné do klasovitého květenství. Kalich je zvonkovitý až trubkovitý. Koruna je růžová až fialově červená, žlutá nebo bílá. Pavéza je krátká. Tyčinek je 10 a jsou jednobratré. Semeník je krátce stopkatý a obsahuje 2 až mnoho vajíček. Lusky jsou elipsoidní, vejcovité nebo čárkovité podlouhlé, suché, otevírají se oběma švy a opadávají. Obsahují 1 až 3, řidčeji až 6 kulovitých až nepravidelně srdcovitých semen.

## Rozšíření
Rod jehlice zahrnuje asi 70 až 75 druhů, rozšířených v Evropě, severní Africe, v Malé Asii, na Kavkaze a na Blízkém a Středním východě.
V České republice se vyskytují 3 druhy jehlic. Nejběžnější je jehlice trnitá (Ononis spinosa), rozšířená v teplých oblastech Čech a Moravy. Řidčeji se vyskytuje v Čechách jehlice plazivá (O. repens) a na severovýchodní Moravě jehlice rolní (O. arvensis).
Z celé Evropy je uváděno asi 47 druhů jehlic. Zdaleka nejvíce druhů se vyskytuje na Pyrenejském poloostrově (celkem 39 druhů), kde je také celá řada endemitů. Mezi druhy v jižní části Evropy šířeji rozšířené náleží Ononis alopecuroides, O. biflora, O. diffusa, O. minutissima, O. mitissima, O. natrix, O. ornithopodioides, O. pubescens, O. pusilla, O. reclinata, O. rotundifolia, O. variegata a O. viscosa. V Alpách zasahují jehlice pouze do montánního stupně, s výjimkou Ononis cristata, která v jihozápadních Alpách dosahuje až do stupně subalpínského.

## Zástupci
- jehlice ceniská (Ononis cristata)
- jehlice dvoukvětá (Ononis biflora)
- jehlice hadovitá (Ononis natrix)
- jehlice křovitá (Ononis fruticosa)
- jehlice lepkavá (Ononis viscosa)
- jehlice nizounká (Ononis pusilla)
- jehlice okrouhlolistá (Ononis rotundifolia)
- jehlice plazivá (Ononis repens)
- jehlice pýřitá (Ononis pubescens)
- jehlice rolní (Ononis arvensis)
- jehlice trnitá (Ononis spinosa)
- jehlice zpeřená (Ononis ornithopodioides)

## Význam
Některé druhy, např. jehlice trnitá (Ononis spinosa), jehlice hadovitá (Ononis natrix), jehlice okrouhlolistá (Ononis rotundifolia) a jehlice křovitá (Ononis fruticosa) jsou pěstovány jako okrasné rostliny.

## Pěstování
Jehlicím se daří v kamenité hlinité půdě na výslunném stanovišti. Pěstované okrasné druhy vyžadují na zimu kryt. Množí se jarním výsevem semen nebo zelenými řízky z narychlených rostlin.